# Любичич, Марин
Марин Любичич (хорв. Marin Ljubičić; род. 15 июня 1988, Меткович) — хорватский футболист, полузащитник клуба «Дугополе».

## Биография

### Клубная карьера
Любичич занимался футболом в клубе «Нервета» из родного города Меткович. В сезоне 2005/06 попал в сплитский «Хайдук». В составе команды дебютировал при тренере Луке Боначиче и в первом сезоне в составе команды провёл всего 2 матча в чемпионате Хорватии. Летом 2007 года получил травму разрыва связок.
30 августа 2007 года дебютировал в еврокубках в матче квалификации Кубка УЕФА против итальянской «Сампдории» (1:1), Любичич отыграл всю игру. По сумме двух матчей «Хайдук» уступил «Сампдории» (2:1) и вылетел из турнира. В сезоне 2007/08 Марин в чемпионате Хорватии сыграл 20 матчей, но только в 8 матчах отыграл все 90 минут.
Летом 2008 года перешёл в «Задар» из одноимённого города, на правах свободного агента. В составе команды стал основным игроком, за «Задар» выступал на протяжении полутора года и сыграл в 38 матчах чемпионата, в которых забил 4 мяча.
В начале 2010 года вернулся в «Хайдук». По итогам сезона 2009/10 «Хайдук» стал серебряным призёром чемпионата Хорватии, уступив лишь загребскому «Динамо». Клуб также стал обладателем Кубка Хорватии в финале обыграв «Шибеник» по сумме двух матчей (4:1), Любичич сыграл в обеих встречах. В течение 2010 года получил травму сотрясение мозга и перенёс операцию на скуловой кости.
В сезоне 2010/11 клуб участвовал в Лиге Европы, в третьем квалификационном раунде «Хайдук» победил бухарестское «Динамо» (3:4 по сумме двух матчей), Любичич сыграл в первом матче. В следующем раунде «Хайдук» прошёл другой румынский клуб «Унирю» (5:2 по сумме двух матчей) и вышел в групповой этап. В группе «Хайдуку» попались «Зенит», «Андерлехт» и АЕК, Любичич сыграл во всех встречах в рамках группового этапа. В домашнем матче против «Зенита» (2:3), он забил гол на 68 минуте в ворота Вячеслава Малафеева. В итоге «Хайдук» занял последнее 4 место в группе.
17 июля 2010 года в матче за Суперкубок Хорватии «Хайдук» уступил «Динамо» (1:0). В чемпионате Хорватии клуб вновь стал серебряным призёром, уступив загребскому «Динамо». Любичич сыграл в 20 матчах, в которых забил 2 гола (в ворота «Истры 1961» и «Задара»).
В июле 2011 года подписал контракт с симферопольской «Таврией», по схеме «2+1». Клуб за него заплатил 400 000 евро. В «Таврии» Марин получил 4 номер.

### Карьера в сборной
В 2004 году провёл 3 товарищеских матча за сборную Хорватии до 17 лет под руководством Ивана Гуделя.
С 2006 года по 2007 год выступал за сборную до 19 лет. В июне 2007 года принял участие в элитном квалификационный раунде на чемпионат Европы 2007 в Австрии. Хорватия тогда заняла в группе 2 место, уступив Греции и обогнав Италию и Швецию. Любичич сыграл во всех трёх играх, в матче против Италии он забил гол. Всего за сборную до 19 лет провёл 4 матча и забил 1 мяч.
В составе молодёжной сборной до 21 года провёл две игры против Греции (3:4) и Азербайджана (0:1) в рамках квалификации на молодёжный чемпионат Европы 2009 в Швеции. Хорватия тогда заняла 2 место в группе уступив лишь Италии и не поехала на чемпионат.
Любичич также сыграл в отборочном турнире на чемпионат Европы 2011 в Дании. Хорватия заняла 1 место в группе и получила право сыграть в стыковых матчах. Марин в рамках группового этапа сыграл 2 игры против Кипра (0:2) и Норвегии (1:3).
Всего за молодёжную сборную он сыграл 14 матчей и забил 2 мяча.

## Достижения
- Серебряный призёр чемпионата Хорватии (2): 2009/10, 2010/11
- Обладатель Кубка Хорватии: 2009/10